# Вагнер, Хонус
Йоханнес Питер Хонус Вагнер (англ. Johannes Peter "Honus" Wagner, 24 февраля 1874 — 6 декабря 1955) — американский бейсболист, выступавший в Главной лиге бейсбола на позиции шорт-стопа. За исключительную скорость и из-за своих немецких корней получил прозвище Летучий Голландец. Почти всю свою профессиональную карьеру провёл в клубе «Питтсбург Пайрэтс». Вагнер восемь раз становился чемпионом Национальной лиги по среднему проценту отбивания, что является рекордом МЛБ, который смог повторить только Тони Гвинн. Он также шесть раз становился чемпионом лиги по слаггингу и пять раз по украденным базам.
В 1936 году Вагнер стал одним из первых пяти игроков, включённых в бейсбольный Зал славы. В голосовании он получил второе место по количеству голосов, пропустив лишь Тай Кобба и поделив второе место с Бейбом Рутом.
Несмотря на то, что Кобб считается лучшим игроком эры «мертвого мяча», некоторые считают Вагнера лучшим разносторонним игроком, а бейсбольные историки считают Вагнера лучшим шорт-стопом в истории.
Самой дорогой в мире сигаретной карточкой является «T206 Хонус Вагнер» с изображением Вагнера. Он был ярым противником курения и пригрозил судебным преследованием, если карточка с его изображением появится в сигаретных пачках. В итоге табачные корпорации отказались от этого решения, однако небольшое их количество всё-таки было напечатано и продано в сигаретах. Эта карточка неоднократно ставила рекорды на аукционах, например, в августе 2021 года она была продана за 6 600 000 долларов.